# Llista de les 500 millors cançons de tots els temps segons Rolling Stone
La Llista de les 500 millors cançons de tots els temps va ser una llista dissenyada per 172 crítics, músics i experts en la indústria discogràfica que va publicar la revista Rolling Stone el dia 11 de desembre de 2003. El 2010, Rolling Stone va publicar una edició revisada, basant-se en l'original i en una enquesta posterior de cançons publicades a principis dels anys 2000. Al 2021, després de 17 anys, la revista va refer aquesta llista amb la col·laboració de més de 250 artistes, escriptors i figures de l'industria musical. La nova llista es va publicar el 15 de setembre de 2021 com la Llista de les 500 millors cançons de tots els temps, en aquell moment la seva predecessora va passar a ser la Llista de les 500 millors cançons de tots els temps (2004).

## Polèmica i dades de la llista de 2004
La polèmica que va provocar fou similar a la de les llistes predecessores, la Llista dels 500 millors discs de tots els temps segons Rolling Stone i la Llista dels 100 guitarristes més grans de tots els temps. La gran quantitat de cançons de les dècades dels 1960 i 1970, considerant l'enorme quantitat d'artistes nous i, fins i tot, nous gèneres musicals, com el rap, va generar moltes crítiques. La llista constava de 202 cançons dels anys 60, 144 dels 70, 55 dels 80, 24 dels 90 i només 3 del segle XXI. Un altre fet que causà molta polèmica fou el descens de Bohemian Rhapsody, de la banda anglesa Queen, fins a la posició 163, ja que és considerada per molts com una obra mestra en la seva composició; així com Stairway to heaven, la tranquil·la balada amb final de hard rock dels també anglesos Led Zeppelin, que quedà situada en la posició 31.
La cançó més antiga és Rollin' Stone de Muddy Waters (1948), en la posició 459, i la més recent és Hey Ya! del grup OutKast, en la posició 180.
Els grups amb més cançons en el rànquing són els Beatles (amb 23 cançons), seguits pels Rolling Stones (14 cançons), Bob Dylan (12 cançons), Elvis Presley (11 cançons), Jimi Hendrix i The Beach Boys (7 cançons), U2, Chuck Berry, James Brown, Prince, Led Zeppelin i Sly & the Family Stone (6 cançons) i The Who (5 cançons).
Hi ha tres cançons que van ser classificades en dues versions diferents:
Blue Suede Shoes, per Carl Perkins en la posició 95 de la llista i per Elvis Presley en la 423.
Mr. Tambourine Man, per Bob Dylan en la posició 106 i per The Byrds en la 79.
Walk This Way, per Aerosmith en la posició 336 i per Run DMC en la 287.

## Les 10 primeres cançons de les llistes de 2004[1]i 2010[2]
1. Like a Rolling Stone – Bob Dylan (1965)
2. (I Can't Get No) Satisfaction – The Rolling Stones (1965)
3. Imagine – John Lennon (1971)
4. What's Going On – Marvin Gaye (1971)
5. Respect – Aretha Franklin (1967)
6. Good Vibrations – The Beach Boys (1966)
7. Johnny B. Goode – Chuck Berry (1958)
8. Hey Jude – The Beatles (1968)
9. Smells Like Teen Spirit – Nirvana (1991)
10. What'd I Say – Ray Charles (1959)

## Les 10 primeres cançons de la llista de 2021[4]
1. Respect - Aretha Franklin (1967)
2. Fight the Power - Public Enemy (1989)
3. A Change Is Gonna Come - Sam Cooke (1964)
4. Like a Rolling Stone – Bob Dylan (1965)
5. Smells Like Teen Spirit – Nirvana (1991)
6. What's Going On – Marvin Gaye (1971)
7. Strawberry Fields Forever - The Beatles (1967)
8. Get Ur Freak On - Missy Elliott (2001)
9. Dreams - Fleetwood Mac (1977)
10. Hey Ya! - Outkast (2003)